# Helmut Eichenlaub
Helmut Eichenlaub (* 1955 in Landau in der Pfalz) ist ein deutscher Politiker (CDU). Er war von 1997 bis 2010 Landrat des Landkreises Waldeck-Frankenberg.

## Leben
Eichenlaub absolvierte ein Studium zum Diplom-Verwaltungswirt (FH) bei der Kreisverwaltung Landau-Bad Bergzabern (seit 1978 Südliche Weinstraße) und als Bauamtsleiter bei der Verbandsgemeinde Bad Bergzabern. 1981 wechselte Helmut Eichenlaub als persönlicher Referent des geschäftsführenden Direktors des Hessischen Landkreistages nach Wiesbaden. 1984 wurde er mit 29 Jahren zum Bürgermeister der Stadt Frankenberg gewählt. Von Anfang 1998 bis Ende 2009 war er Landrat des Landkreises Waldeck-Frankenberg.
2016 verurteilte das Landgericht Kassel Eichenlaub wegen Untreue, Vorteilsnahme, Versicherungsbetrug und Steuerhinterziehung zu zwei Jahren Freiheitsstrafe auf Bewährung und einer Geldstrafe von 18.000 Euro. Er soll 106.000 Euro „Retrozessionszahlungen“ von der Privatbank „LB Swiss“ für öffentliche Geldanlagen zu Lasten des Landkreises, der Energie Waldeck-Frankenbergs und der der Sparkasse Waldeck-Frankenberg erhalten haben. Außerdem wurden ihm Steuerhinterziehung und Versicherungsbetrug vorgeworfen, da er einen privaten Unfall mit dem Auto seines Sohnes als Schaden bei einer Dienstfahrt deklariert haben soll. Wegen eines Verfahrensfehlers wurde das Urteil durch den Bundesgerichtshof Ende 2017 weitgehend aufgehoben, allerdings mit Ausnahme des Schuldspruchs wegen Betrugs. Die neue Hauptverhandlung verzögerte sich wegen eines Rechtshilfeverfahrens mit der Schweiz und vor allem wegen Verhandlungsunfähigkeit des Angeklagten. Im August 2024 wurde bekannt, dass das Verfahren wegen anhaltender Verhandlungsunfähigkeit und der langen Verfahrensdauer gegen Zahlung von 25.000 Euro eingestellt werden soll.

## Privates
Eichenlaub ist verheiratet und Vater von zwei Kindern.